# Луков (Ковельский район)
Лу́ков (укр. Луків) — посёлок в Ковельском районе Волынской области Украины. Административный центр Луковской поселковой общины.

## Географическое положение
Расположен в 29 километрах от бывшего районного центра Турийска. Расстояние до Луцка составляет 105 км, до Киева — 472 км.

## История
В 1537 году поселение впервые упомянуто в письменных источниках как село Луково Мацеев.
После третьего раздела Польши в 1795 году — в составе Ковельского уезда Волынской губернии Российской империи.
В 1870 году в местечке насчитывалось 240 домов и 1035 жителей.
В 1921 году по Рижскому договору, завершившему Советско-польскую войну, западная Волынь, включая современную Волынскую область, отошла Польше. В 1939 году Западная Украина была присоединена к УССР.
В 1940 году местечко получило статус посёлка городского типа и было переименовано в Мацеев.

### Вторая мировая война
Во время Великой Отечественной войны с 27 июня 1941 г. по 18 июля 1944 г. посёлок находился под немецкой оккупацией.
Вскоре после оккупации немцы начали истребление местного еврейского населения. Летом 1941 г. подразделения СД из Ковеля при участии подразделений 314-го полицейского полка расстреляли здесь от 200 до 300 евреев. В конце 1941 г. в Мацееве было создано гетто, куда свозились и евреи из близлежащих сёл.
В мае — июне 1942 года немцы (жандармерия из Луцка) и 103-й батальон шуцманшафта в этом районе вели боевые действия против партизан, после чего 200 евреев были убиты за «поддержку бандитов». В сентябре этого же года отряд СД из Луцка при участии немецких жандармов и украинских полицейских ликвидировал гетто, расстреляв 2,5 тысячи евреев в меловом карьере.
В марте 1943 года на Мацеев напал отряд УПА. 103-й батальон шуцманшафта, которому была поставлена задача ликвидировать «банду», дезертировал и присоединился к повстанцам.
В августе 1943 года, во время Волынской резни, Мацеев стал местом убежища для польских беженцев. Оккупационные власти направляли их на принудительные работы в Третьем рейхе и вербовали на службу в полиции.
C декабря 1943 в посёлке дислоцировался года 107-й батальон шушманшафта, составленный из поляков и переведённый из района Житомира, через месяц весь состав батальона дезертировал присоединился к 27-й Волынской пехотной дивизии Армии Крайовой.

### Послевоенные годы
В 1946 году посёлок был переименован в Луков..
В 1974 году здесь действовали комбинат строительных материалов, фабрика культурно-бытовых изделий, птицеинкубаторная станция, льно-семеноводческая станция, училище механизации сельского хозяйства.
В 1980 году здесь действовали комбинат строительных материалов, сыродельный цех Ковельского маслозавода, участок Турийской фабрики культурно-бытовых товаров, птицеинкубаторная станция, комбинат бытовых предприятий, дом быта, сельскохозяйственное профессионально-техническое училище, средняя школа, две больницы, Дом культуры и две библиотеки.
В январе 1989 года численность населения составляла 3418 человек.
По данным Всеукраинской переписи населения 2001 года численность населения составляла 3210 человек, на начало 2013 года — 3101 человек.

## Инфраструктура
В Лукове есть:
- общеобразовательная средняя школа I—III ст. на 526 мест;
- детский сад;
- Дом культуры;
- 2 библиотеки;
- больница;
- отделение связи.

Также работает много торговых заведений. Населённый пункт не газифицирован.

## Транспорт
Через пгт проходит автодорога Т-0309 Киверцы — Рожище — Турийск — Дубечно.
В 2 км от посёлка находится железнодорожная станция Мацеев (линия Ковель — Ягодин Львовской железной дороги).

## Памятники архитектуры
- Дворец Мйончинских с парком
- Католический костёл (XVI в.)[2]
- Церковь Параскевы с колокольней (1723)[2]
- Синагога